# Informazione mutua

Entropie individuali, congiunte, e condizionali per una coppia di sottosistemi correlati con informazione mutua.

Nella teoria della probabilità e nella teoria dell'informazione, l'informazione mutua (in passato detta anche transinformazione) di due variabili casuali è una quantità che misura la mutua dipendenza delle due variabili. La più comune unità di misura della mutua informazione è il bit, quando si usano i logaritmi in base 2.

## Definizione
Formalmente l'informazione mutua di due variabili casuali discrete X e Y può essere definita come:
{\displaystyle I(X;Y)=\sum _{y\in Y}\sum _{x\in X}p(x,y)\log {\left({\frac {p(x,y)}{p_{1}(x)\,p_{2}(y)}}\right)},\,\!}
dove p(x,y) è la funzione di distribuzione di probabilità congiunta di X e Y, e {\displaystyle p_{1}(x)} e {\displaystyle p_{2}(y)} sono le funzioni di distribuzione di probabilità marginale rispettivamente di X e Y.
Nel caso continuo, la sommatoria è sostituita da un integrale doppio definito:
{\displaystyle I(X;Y)=\int _{Y}\int _{X}p(x,y)\log {\left({\frac {p(x,y)}{p_{1}(x)\,p_{2}(y)}}\right)}\;dx\,dy,}
dove p(x,y) è ora la funzione di "densità" di probabilità congiunta di X e Y, e {\displaystyle p_{1}(x)} e {\displaystyle p_{2}(y)} sono le funzioni di densità di probabilità marginale rispettivamente di X e Y.
Queste definizioni sono ambigue perché la base della funzione logaritmica non è specificata. Per disambiguare, la funzione I potrebbe essere parametrizzata come I(X,Y,b) dove b è la base. Alternativamente, poiché la più comune unità di misura della mutua informazione è il bit, potrebbe essere specificata una base di 2.
Intuitivamente, l'informazione mutua misura l'informazione che X e Y condividono: essa misura quanto la conoscenza di una di queste variabili riduce la nostra incertezza riguardo all'altra. Ad esempio, se X e Y sono indipendenti, allora la conoscenza di X non dà alcuna informazione riguardo a Y e viceversa, perciò la loro mutua informazione è zero. All'altro estremo, se X e Y sono identiche allora tutte le informazioni trasmesse da X sono condivise con Y: la conoscenza di X determina il valore di Y e viceversa. Come risultato, nel caso di identità l'informazione mutua è la stessa contenuta in Y (o X) da sola, vale a dire l'entropia di Y (o X: chiaramente se X e Y sono identiche, hanno identica entropia).
L'informazione mutua quantifica la dipendenza tra la distribuzione congiunta di X e Y e quale sarebbe la distribuzione congiunta se X e Y fossero indipendenti. L'informazione mutua è una misura di dipendenza nel seguente senso: I(X; Y) = 0 se e solo se X e Y sono variabili casuali indipendenti. Questo è facile da vedere in una sola direzione: se X e Y sono indipendenti, allora p(x,y) = p(x) p(y), e perciò:
{\displaystyle \log {\left({\frac {p(x,y)}{p(x)\,p(y)}}\right)}=\log 1=0.\,\!}
Inoltre, la mutua informazione è non negativa (cioè I(X;Y) ≥ 0; vedi sotto) e simmetrica (cioè I(X;Y) = I(Y;X)).

## Relazione con altre quantità
L'informazione mutua può essere espressa in modo equivalente come
{\displaystyle {\begin{aligned}I(X;Y)&{}=H(X)-H(X|Y)\\&{}=H(Y)-H(Y|X)\\&{}=H(X)+H(Y)-H(X,Y)\\&{}=H(X,Y)-H(X|Y)-H(Y|X)\end{aligned}}}
dove H(X) e H(Y) sono le entropie marginali, H(X|Y) e H(Y|X) sono le entropie condizionali, e H(X,Y) è l'entropia congiunta di X e Y. Poiché H(X) ≥ H(X|Y), questa caratterizzazione è coerente con la proprietà di non negatività enunciata sopra.
Intuitivamente, se l'entropia H(X) è considerata una misura dell'incertezza riguardo a una variabile casuale, allora H(X|Y) è una misura di ciò che Y non dice riguardo a X. Questo è "l'ammontare di incertezza che rimane riguardo a X dopo che Y è noto", e così il lato destro di queste uguaglianze può essere letto come "l'ammontare di incertezza in X, meno l'ammontare di incertezza in X che rimane dopo che Y è noto", che è equivalente "all'ammontare di incertezza in X che è eliminato conoscendo Y". Questo corrobora il significato intuitivo di informazione mutua come l'ammontare di informazione (cioè, la riduzione di incertezza) che la conoscenza di una delle due variabili fornisce riguardo all'altra.
Si noti che nel caso discreto H(X|X) = 0 e perciò H(X) = I(X;X). Così I(X;X) ≥ I(X;Y), e si può formulare il principio basilare che una variabile contiene almeno altrettanta informazione riguardo a sé stessa di quanta ne può fornire una qualsiasi altra variabile.
L'informazione mutua può essere espressa anche come una divergenza di Kullback-Leibler, del prodotto p(x) × p(y) della distribuzioni marginali delle due variabili casuali X e Y, per p(x,y), la distribuzione congiunta delle variabili casuali:
{\displaystyle I(X;Y)=D_{\mathrm {KL} }(p(x,y)\|p(x)p(y)).}
Inoltre, sia p(x|y) = p(x, y) / p(y). Allora
{\displaystyle {\begin{aligned}I(X;Y)&{}=\sum _{y}p(y)\sum _{x}p(x|y)\log _{2}{\frac {p(x|y)}{p(x)}}\\&{}=\sum _{y}p(y)\;D_{\mathrm {KL} }(p(x|y)\|p(x))\\&{}=\mathbb {E} _{Y}\{D_{\mathrm {KL} }(p(x|y)\|p(x))\}.\end{aligned}}}
Così l'informazione mutua può essere intesa anche come l'aspettativa della divergenza di Kullback-Leibler della distribuzione univariata p(x) di X dalla distribuzione condizionale p(x|y) di X data Y: più le distribuzioni p(x|y) e p(x) sono differenti, maggiore è il guadagno di informazione.

## Varianti
Sono state proposte parecchie variazioni sull'informazione mutua per adattarsi a varie necessità. Tra queste vi sono varianti normalizzate e generalizzazioni a più di due variabili.

### Metrica
Molte applicazioni richiedono una metrica, cioè, una misura di distanza tra punti. La quantità
{\displaystyle d(X,Y)=H(X,Y)-I(X;Y)=H(X)+H(Y)-2I(X;Y)=H(X|Y)+H(Y|X)}
soddisfa le proprietà basilari di una metrica; in particolare, la disuguaglianza triangolare, ma anche la  non negatività, indiscernibilità e simmetria. Questa metrica della distanza è nota anche come variazione dell'informazione.
Poiché si ha {\displaystyle d(X,Y)\leq H(X,Y)}, una variante normalizzata naturale è
{\displaystyle D(X,Y)=d(X,Y)/H(X,Y)\leq 1.}
La metrica D è una metrica universale, in quanto se qualsiasi altra misura pone vicino X e Y, allora anche la D le stimerà vicine.
Un'interpretazione dell'informazione secondo la teoria degli insiemi (si veda la figura per l'entropia condizionale) mostra che
{\displaystyle D(X,Y)=1-I(X;Y)/H(X,Y)=1-H(X\cap Y)/H(X\cup Y)}
che è effettivamente la distanza di Jaccard tra X e Y.

### Informazione mutua condizionale
A volte è utile esprimere l'informazione mutua di due variabili casuali condizionate a una terza.
{\displaystyle I(X;Y|Z)=\mathbb {E} _{Z}{\big (}I(X;Y)|Z{\big )}=\sum _{z\in Z}\sum _{y\in Y}\sum _{x\in X}p_{Z}(z)p_{X,Y|Z}(x,y|z)\log {\frac {p_{X,Y|Z}(x,y|z)}{p_{X|Z}(x|z)p_{Y|Z}(y|z)}},}
che possono essere semplificate come
{\displaystyle I(X;Y|Z)=\sum _{z\in Z}\sum _{y\in Y}\sum _{x\in X}p_{X,Y,Z}(x,y,z)\log {\frac {p_{Z}(z)p_{X,Y,Z}(x,y,z)}{p_{X,Z}(x,z)p_{Y,Z}(y,z)}}.}
Il condizionamento a una terza variabile casuale potrebbe o aumentare o diminuire l'informazione mutua, ma è sempre vero che
{\displaystyle I(X;Y|Z)\geq 0}
per le variabili casuali discrete, distribuite congiuntamente X, Y, Z. Questo risultato è stato utilizzato come mattone basilare per provare altre disuguaglianze nella teoria dell'informazione.

### Informazione mutua multivariata
Sono state proposte parecchie generalizzazioni della informazione mutua a più di due variabili, come la correlazione totale e l'informazione sulle interazioni. Se Shannon è vista come una misura con segno nel contesto dei diagrammi dell'informazione come spiegato nella voce Teoria dell'informazione e teoria della misura, allora l'unica definizione di informazione mutua multivariata  è come segue:
{\displaystyle I(X_{1};X_{1})=H(X_{1})}
e per {\displaystyle n>1,}
{\displaystyle I(X_{1};\,...\,;X_{n})=I(X_{1};\,...\,;X_{n-1})-I(X_{1};\,...\,;X_{n-1}|X_{n}),}
dove (come sopra) definiamo
{\displaystyle I(X_{1};\,...\,;X_{n-1}|X_{n})=\mathbb {E} _{X_{n}}{\big (}I(X_{1};\,...\,;X_{n-1})|X_{n}{\big )}.}
(Questa definizione dell'informazione mutua multivariata è identica a quella dell'informazione sulle interazioni tranne che per un cambiamento di segno dove il numero delle variabili casuali è dispari.)

#### Applicazioni
Applicare pedissequamente i diagrammi dell'informazione per derivare la definizione di cui sopra è stato criticato, e in effetti ha trovato applicazione pratica piuttosto limitata, poiché è difficile visualizzare o afferrare il significato di questa quantità per un gran numero di variabili casuali. Può essere zero, positivo o negativo per qualsiasi {\displaystyle n\geq 3.}
Uno schema di generalizzazione ad alta dimensione che massimizza l'informazione mutua tra la distribuzione congiunta e altre variabili obiettivo si trova essere utile nella selezione delle caratteristiche.

### Varianti normalizzate
Varianti normalizzate dell'informazione mutua sono fornite dal coefficiente di vincolo (Coombs, Dawes & Tversky, 1970) o dal coefficiente d'incertezza (Press & Flannery, 1988)
{\displaystyle C_{XY}={\frac {I(X;Y)}{H(Y)}}~~~~{\mbox{and}}~~~~C_{YX}={\frac {I(X;Y)}{H(X)}}.}
I due coefficienti non sono necessariamente uguali. Una misura d'informazione scalata più utile e simmetrica è la ridondanza
{\displaystyle R={\frac {I(X;Y)}{H(X)+H(Y)}}}
che raggiunge un minimo di zero quando le variabili sono indipendenti e un valore massimo di
{\displaystyle R_{\max }={\frac {\min(H(X),H(Y))}{H(X)+H(Y)}}}
quando una variabile diventa completamente ridondante con la conoscenza dell'altra. Si veda anche Ridondanza (teoria dell'informazione). Un'altra misura simmetrica è l'incertezza simmetrica (Witten & Frank, 2005), data da
{\displaystyle U(X,Y)=2R=2{\frac {I(X;Y)}{H(X)+H(Y)}}}
che rappresenta una media ponderata dei due coefficienti d'incertezza (Press & Flannery, 1988).
Altre versioni normalizzate sono fornite dalle seguenti espressioni (Yao, 2003; Strehl & Ghosh, 2002).
{\displaystyle {\frac {I(X;Y)}{\operatorname {min} (H(X),H(Y))}},~~~~~~~{\frac {I(X;Y)}{H(X,Y)}},~~~~~~~{\frac {I(X;Y)}{\sqrt {H(X)H(Y)}}}}
Se consideriamo la mutua informazione come un caso speciale della correlazione totale, la normalizzazione è:
{\displaystyle {\frac {I(X;Y)}{\operatorname {min} (H(X),H(Y))}}}
La quantità
{\displaystyle D^{\prime }(X,Y)=1-{\frac {I(X;Y)}{\operatorname {max} (H(X),H(Y))}}}
è una metrica, cioè soddisfa la disuguaglianza triangolare ecc. La metrica {\displaystyle D^{\prime }} è anche una metrica universale.

### Varianti ponderate
Nella formulazione tradizionale dell'informazione mutua,
{\displaystyle I(X;Y)=\sum _{y\in Y}\sum _{x\in X}p(x,y)\log {\frac {p(x,y)}{p(x)\,p(y)}},}
ciascun evento od oggetto specificato da {\displaystyle (x,y)} è ponderato mediante la probabilità corrispondente {\displaystyle p(x,y)}.  Questo assume che tutti gli oggetti o eventi siano equivalenti a parte la loro probabilità di occorrenza. Tuttavia, in alcune applicazioni potrebbe accadere che certi oggetti o eventi siano più significativi di altri, o che certi schemi di associazione siano semanticamente più importanti di altri.
Ad esempio, la mappatura deterministica {\displaystyle \{(1,1),(2,2),(3,3)\}} potrebbe essere considerata più forte della mappatura deterministica {\displaystyle \{(1,3),(2,1),(3,2)\}}, sebbene queste relazioni produrrebbero la stessa informazione mutua. Ciò accade perché l'informazione mutua non è affatto sensibile ad alcun ordinamento insito nei valori delle variabili (Cronbach, 1954; Coombs & Dawes, 1970; Lockhead, 1970), e perciò non è affatto sensibile alla forma della relazione tra le variabili associate. Se si deesidera che la precedente relazione — che mostrava accordo su tutti i valori delle variabili — sia stimata più forte della relazione successiva, allora è possibile utilizzate la seguente informazione mutua ponderata (Guiasu, 1977)
{\displaystyle I(X;Y)=\sum _{y\in Y}\sum _{x\in X}w(x,y)p(x,y)\log {\frac {p(x,y)}{p(x)\,p(y)}},}
che pone un peso {\displaystyle w(x,y)} sulla probabilità di ogni co-occorrenza dei valori delle variabili, {\displaystyle p(x,y)}. Questo consente che certe probabilità possano portate più o meno significato di altre, con ciò permettendo la quantificazione dei relativi fattori olistici o pregnanti. Nell'esempio di sopra, utilizzare pesi relativi più grandi per {\displaystyle w(1,1)}, {\displaystyle w(2,2)} e {\displaystyle w(3,3)} avrebbe l'effetto di valutare maggiore informatività per la relazione {\displaystyle \{(1,1),(2,2),(3,3)\}} che per la relazione {\displaystyle \{(1,3),(2,1),(3,2)\}}, il che potrebbe essere desiderabile in alcuni casi di riconoscimento degli schemi, e simili. Tuttavia, sono stati realizzati pochi studi matematici sull'informazione mutua ponderata.

### Informazione mutua assoluta
Usando i concetti della complessità di Kolmogorov, si può considerare l'informazione mutua di due sequenze indipendente da qualsiasi distribuzione di probabilità:
{\displaystyle I_{K}(X;Y)=K(X)-K(X|Y).}
Stabilire che questa quantità è simmetrica fino ad un fattore logaritmico ({\displaystyle I_{K}(X;Y)\approx I_{K}(Y;X)}) richiede la regola della catena per la complessità di Kolmogorov (Li, 1997). Si possono usare approssimazioni di questa quantità attraverso la compressione per definire una misura di distanza per eseguire un clustering gerarchico di sequenze senza avere alcuna conoscenza del dominio delle sequenze stesse (Cilibrasi, 2005).

## Applicazioni
In molte applicazioni, si vuole massimizzare la mutua informazione (accrescendo così le dipendenze), il che è spesso equivalente a minimizzare l'entropia condizionale. Gli esempi comprendono:
- La capacità di canale è uguale all'informazione mutua, massimizzata su tutte le distribuzioni di input.
- Sono state proposte procedure di addestramento discriminatorio per i modelli di Markov nascosti basate sul criterio della massima informazione mutua (MIM).
- La previsione della [struttura secondaria dell'RNA da un allineamento multiplo di sequenze.
- La previsione del profilo filogenetico dall'attuale a coppie e dalla scomparsa dei geni funzionalmente collegati.
- L'informazione mutua è stata usata come criterio per la selezione delle caratteristiche e per le trasformazioni delle caratteristiche nell'apprendimento automatico. Può essere utilizzata per caratterizzare sia la rilevanza che la ridondanza delle variabili, come la selezione delle caratteristiche con la minima ridondanza.
- L'informazione mutua è spesso usata come funzione significativa per la computazione delle collocazioni nel linguistica dei corpora.
- L'informazione mutua è usata nell'imaging biomedico per la registrazione delle immagini. Data un'immagine di riferimento (ad esempio, una scansione cerebrale), e una seconda immagine che si deve mettere nello stesso sistema di coordinate, come l'immagine di riferimento, questa immagine è deformata finché l'informazione mutua tra di essa e l'immagine di riferimento non è massimizzata.
- La rilevazione della sincronizzazione delle fasi nell'analisi delle serie temporali.
- Nel metodo infomax per l'apprendimento delle reti neurali e altre forme di apprendimento automatico, compreso l'algoritmo per l'analisi delle componenti indipendenti.
- L'informazione mutua media nel teorema dell'incorporazione dei ritardi si usa per determinare il parametro del ritardo di incorporazione.
- L'informazione mutua tra i geni nei dati delle microdisposizioni delle espressioni è usata dall'algoritmo  ARACNE per la ricostruzione delle reti geniche.
- La mutua informazione è usata come misura di confronto dei clustering (Vinh et al., 2009), fornendo alcuni vantaggi su altre misure classiche come l'indice di Rand e l'indice di Rand aggiustato.
- La versione dell'informazione mutua aggiustata per il caso è l'informazione mutua aggiustata (IMA) (Vinh et al., 2009). È usata per confrontare i clustering. Corregge l'effetto dell'accordo tra i clustering dovuto unicamente al caso, simile al modo in cui l'indice di Rand aggiustato corregge l'indice di Rand. Un programma MATLAB per calcolare l'IMA può essere trovato da https://web.archive.org/web/20110531024715/http://ee.unsw.edu.au/~nguyenv/Software.htm